# Garganta de Cheddar
A Garganta de Cheddar (em inglês:  Cheddar Gorge) é o maior desfiladeiro existente no Reino Unido. Situa-se perto da vila de Cheddar em Somerset, na Inglaterra, a 30 quilómetros a sudoeste de Bristol.
O desfiladeiro, incluindo várias cavernas e outras atrações, tornou-se um destino turístico natural. O desfiladeiro atrai cerca de 500 mil de visitantes por ano.
Forma uma das paisagens mais populares do condado Somerset. O rio Yeo, que escavou a garganta e criou grutas de pedra, corre agora subterrâneo. Duas das covas, a de Gough e a de Cox, estão abertas ao público. Na primeira foi encontrado, nos princípios do século XX, um esqueleto humano completo com  9.000 anos, o mais antigo das ilhas britânicas, que foi baptizado como o 'Homem de Cheddar'.